# 細尾愚首鱈
細尾愚首鱈，為輻鰭魚綱鱈形目鼠尾鱈科的其中一種，分布於東太平洋巴拿馬、哥倫比亞與厄瓜多、加拉巴哥群島海域，屬深海底棲性魚類，深度700-1600公尺，體長可達30公分，棲息在底中層水域，生活習性不明。

## 扩展阅读
維基物種上的相關：細尾愚首鱈